# Camillo Massimi (Velázquez)
El Retrato de Camillo Massimi fue pintado por Diego Velázquez en 1650. Perteneciente a la Colección Bankes, se encuentra en la Sala Española del palacio de Kingston Lacy en Dorset (Reino Unido). La mansión, junto con extensos terrenos y con sus colecciones, es de propiedad pública desde 1981 pues fue donada al National Trust (Reino Unido).

## Historia del cuadro
El cuadro fue identificado en 1958 por Enriqueta Harris con el retrato de «Monseñor Camillo Massimo», camarero del papa e «insigne pintor» citado por Antonio Palomino entre los retratos pintados por Velázquez en su segundo viaje a Roma, tras el del papa Inocencio X. Velázquez había emprendido este viaje en 1649 con objeto de contratar a algún pintor especialista en frescos y comprar pinturas y esculturas para la decoración del Alcázar de Madrid en nombre de Felipe IV, pero a diferencia del primer viaje, ahora era un pintor consagrado que buscaba verse reconocido en Roma y buscó la ocasión de retratar al papa Inocencio X y a varios miembros de su corte. Junto con una copia del retrato del cardenal Camillo Astalli Pamphili pintado en la misma ocasión perteneció al marqués del Carpio, virrey de Nápoles, figurando en el inventario de los bienes dejados en Madrid a su muerte en 1687. Se desconocen los pasos seguidos por el cuadro hasta su ingreso en la colección Bankes.

## Descripción del cuadro
El cuadro representa a Camillo Massimi, camarero del papa, pintor aficionado y mecenas que aparece retratado sentado, con vestiduras azules y mirando al espectador con notable economía de medios, concentrando la atención en la iluminación de la cabeza, para resaltar, según Julián Gállego, «con una nitidez que preludia a Vermeer, un rostro prematuramente obeso, ligeramente irónico y abúlico».